# رودريك غرين
رودريك غرين (بالإنجليزية: Roderick Green)‏ هو منافس ألعاب قوى أمريكي، ولد في 16 مارس 1979 في ويست مونرو في الولايات المتحدة.

## روابط خارجية
- رودريك غرين على موقع اللجنة الأولمبية والبارالمبية الأمريكية (الإنجليزية)